# Cleveland Way

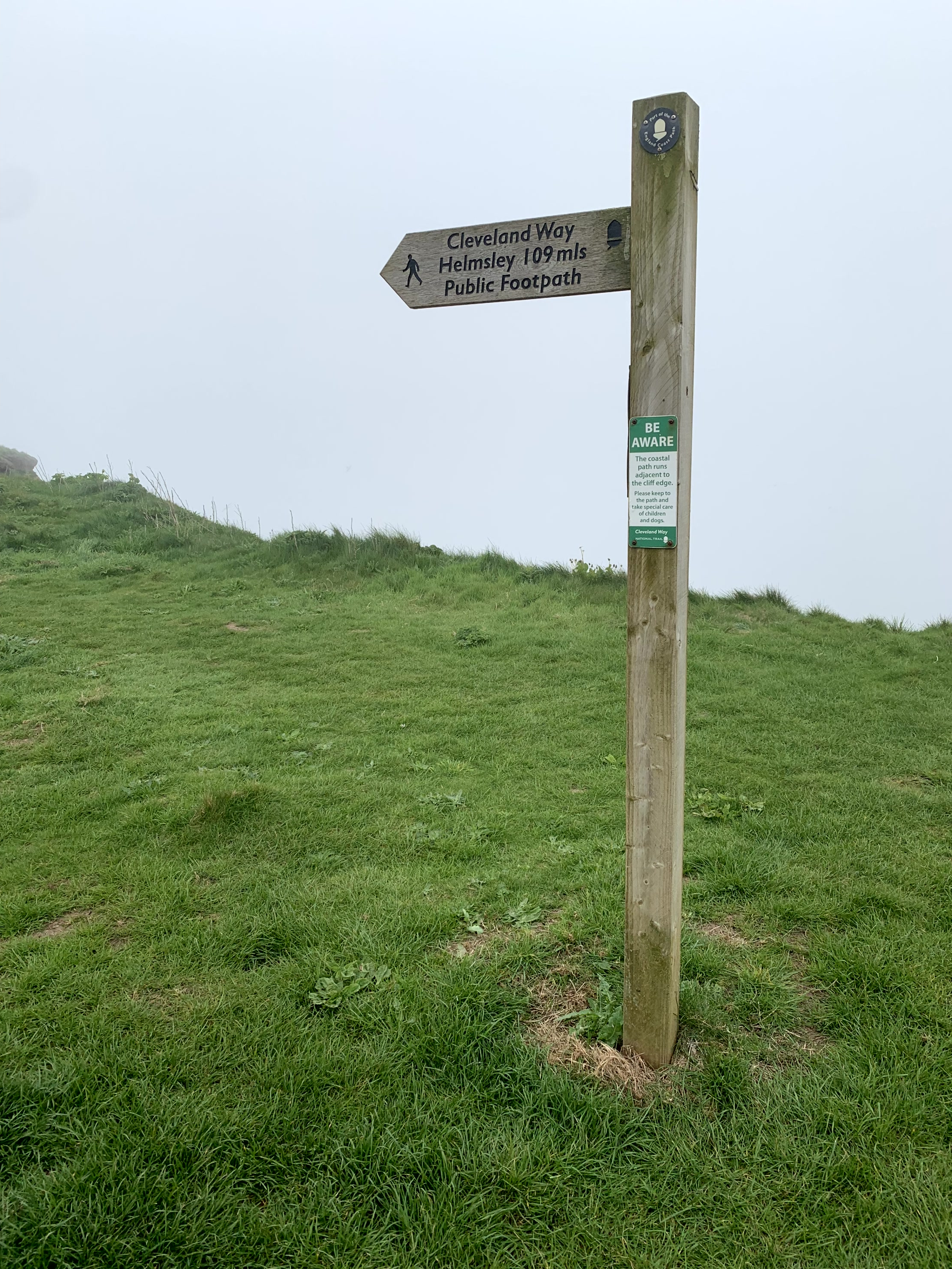

De Cleveland Way is een langeafstandswandelpad (National Trail) in Engeland. Het pad is 180 kilometer lang en loopt langs Nationaal park North York Moors. Het loopt van Helmsley naar Filey.